# 閂 (裁縫)
閂（かんぬき）とは、裁縫において用いられる技法である。かん止め、閂止めとも呼ばれる。

## 概要

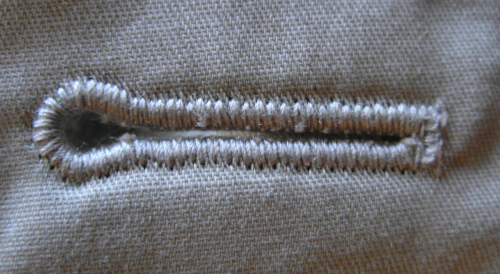
右端の部分が「閂」である。

着物の袖口やポケットなどの開き止まりなどの、縫製の縫い目がほどけやすい箇所を補強するために施す。
2回ほど糸を渡してから、糸をかがり、留める。門扉の閂を連想させる形であることから、この名称が付いた。
ジャケットのモミ玉などに施す閂は松葉閂（まつばかんぬき）と呼ばれ、松葉に似た形であることが語源である。元々はオーダー服によく使用されていた技法であるが、それが衰退するとともに見かけなくなった。
近年ではミシンの発達により、様々なパターンの閂が簡単に施すことが可能となった。